# Premio de Fotografía Purificación García
Los premios Purificación García tienen su origen en el premio homónimo creado en el año 2003. El  objetivo del galardón es el de descubrir nuevos artistas y apoyar la difusión de la fotografía dentro de los circuitos artísticos. Inicia su trayectoria en el año 2003, y esta vigente hasta el 2013, pasando en el año 2010 a tratarse de un premio bianual. El galardón, de esta manera, permite dar a conocer a los artistas fotógrafos de la península ibérica al público .
En cada una de las ediciones del premio, las tres obras premiadas pasan a incorporarse a la colección, junto con varias de las obras seleccionadas por el jurado, reuniendo una colección conformada por más de 50. El premio va reuniendo una colección que plasma la realidad del circuito de la fotografía, tanto española como portuguesa. Por otro lado y paralelamente, desde el año 2010, la colección se ve completada con las incorporaciones del Premio de Fotografía Latinoamericano Purificación García, abierto a aquellos artistas latinoamericanos que participan en la feria Zona Maco.

## Ediciones de los premios
- I Edición Premios Fotografía Purificación García: 2003.

Ganadores: 1.º premio Rubén Ramos.
- II Edición Premios Fotografía Purificación García: 2004.

Ganadores: 1.º premio: José Luis Santalla, 2.º premio: Miguel Ángel Gaüeca, 3.º premio Pierre Gonnord.
Jurado: Rafael Doctor, Pedro Lapa, Rosa Olivares y Chema Madoz.
- III Edición Premios Fotografía Purificación García: 2005.

Ganadores:1.º premio: Juan Carlos Bracho, 2.º premio: Guillermo Llobet y Genin Andrada, 3.º premio Juan de Sande.
- IV Edición Premios Fotografía Purificación García: 2006.

Ganadores: 1.º premio: Diego Opazo, 2.º premio: Maider López, 3.º premio João Paulo Serafim.
- V Edición Premios Fotografía Purificación García: 2007.

Ganadores: 1.º premio: Miguel Ángel Tornero, 2.º premio: Amparo Garrido, 3.º premio Gerardo Custance.
- VI Edición Premios Fotografía Purificación García: 2008.

Ganadores: 1.º premio: Linarejos Moreno, 2.º premio: José Manuel Guerrero Sánchez  , 3.º premio: Ángel de la Rubia.
Jurado:  Alejandro Castellote Piñuela, Chema Madoz, Marta Gili, Olivia María Rubio y Rafael Doctor Roncero.
- VII Edición Premios Fotografía Purificación García: 2009.

Ganadores: 1.º premio: Carlos Irijalba, 2.º premio: Carlos Sonva, 3.º premio: Mónica Fuste.
Jurado: Rafael Doctor, Alejandro Castellote, Chema Madoz, Marta Gili, Olivia María Rubio y un representante de la empresa Purificación García.
- VIII Edición Premios Fotografía Purificación García: 2010.

Ganadores: 1.º premio: Javier Nuñez Gasco, 2.º premio: Álvaro Negro, 3.º premio: Aleix Plademunt.
Jurado:  María de Corral, Chema Madoz, Fernando Castro Flórez, Vicente Todolí, Miguel von Haffe Pérez y un representante de la empresa Purificación García.
- IX Edición Premios Fotografía Purificación García: 2012.

Ganadores. 1.º premio: Regina de Miguel, 2.º premio: Jaime de la Jara, 3.º premio: Zoe T. Vizcaíno. 
Jurado: Chema Madoz, Marta Gili, Manuel Borja- Vilell, Alberto Martín y Sergio Mah.